# Брагинец, Николай Григорьевич
Николай Григорьевич Брагинец (1910—1985) — подполковник Советской Армии, участник советско-финской и Великой Отечественной войн, Герой Советского Союза (1940).

## Биография
Николай Брагинец родился 11 (по новому стилю — 24) декабря 1910 года в селе Великая Весь (ныне — Репкинский район Черниговской области Украины) в крестьянской семье. После окончания сельской школы работал в родном селе. В 1929 году по комсомольской путёвке был направлен в Донбасс, работал там на шахте крепильщиком, слесарем, машинистом врубовой машины. В 1931 году был призван на службу в Рабоче-крестьянскую Красную Армию. В 1933 году окончил военно-теоретическую школу лётчиков в Ленинграде. В том же году вступил в ВКП(б).
В 1933—1935 годах проходил обучение в 14-й военной школе лётчиков в г. Энгельсе.
Принимал участие в советско-финской войне. К маю 1940 года старший лейтенант Николай Брагинец командовал звеном 63-го скоростного бомбардировочного авиаполка 68-й авиабригады 7-й армии Северо-Западного фронта. В 1939—1940 годах Брагинец наносил бомбовые удары по финским укреплениям, скоплениям живой силы и техники, обеспечивая успешные действия стрелковых подразделений.
Указом Президиума Верховного Совета СССР от 19 мая 1940 года за «образцовое выполнение боевых заданий командования на фронте борьбы с финской белогвардейщиной и проявленные при этом отвагу и геройство» старший лейтенант Николай Брагинец был удостоен высокого звания Героя Советского Союза с вручением ордена Ленина и медали «Золотая Звезда» за номером 471.
С начала Великой Отечественной войны — на её фронтах, совершил 16 боевых вылетов, в воздушном бою был сбит и тяжело ранен. Выписавшись из госпиталя, служил начальником штаба полка. В 1943 году окончил ускоренные курсы при Военно-воздушной академии. С 1943 года занимал должность помощника начальника оперативного отдела Западного фронта ПВО. После окончания войны продолжил службу в Советской Армии. С 1945 года был начальником штаба 252-го отдельного авиаполка, с 1946 года служил на разных должностях в Управлении авиации Воздушно-десантных войск СССР. В августе 1956 года в звании подполковника Брагинец был уволен в запас по болезни. С 1960 года был старшим техником-смотрителем Центрального узла связи РВСН СССР. Проживал в Москве. 

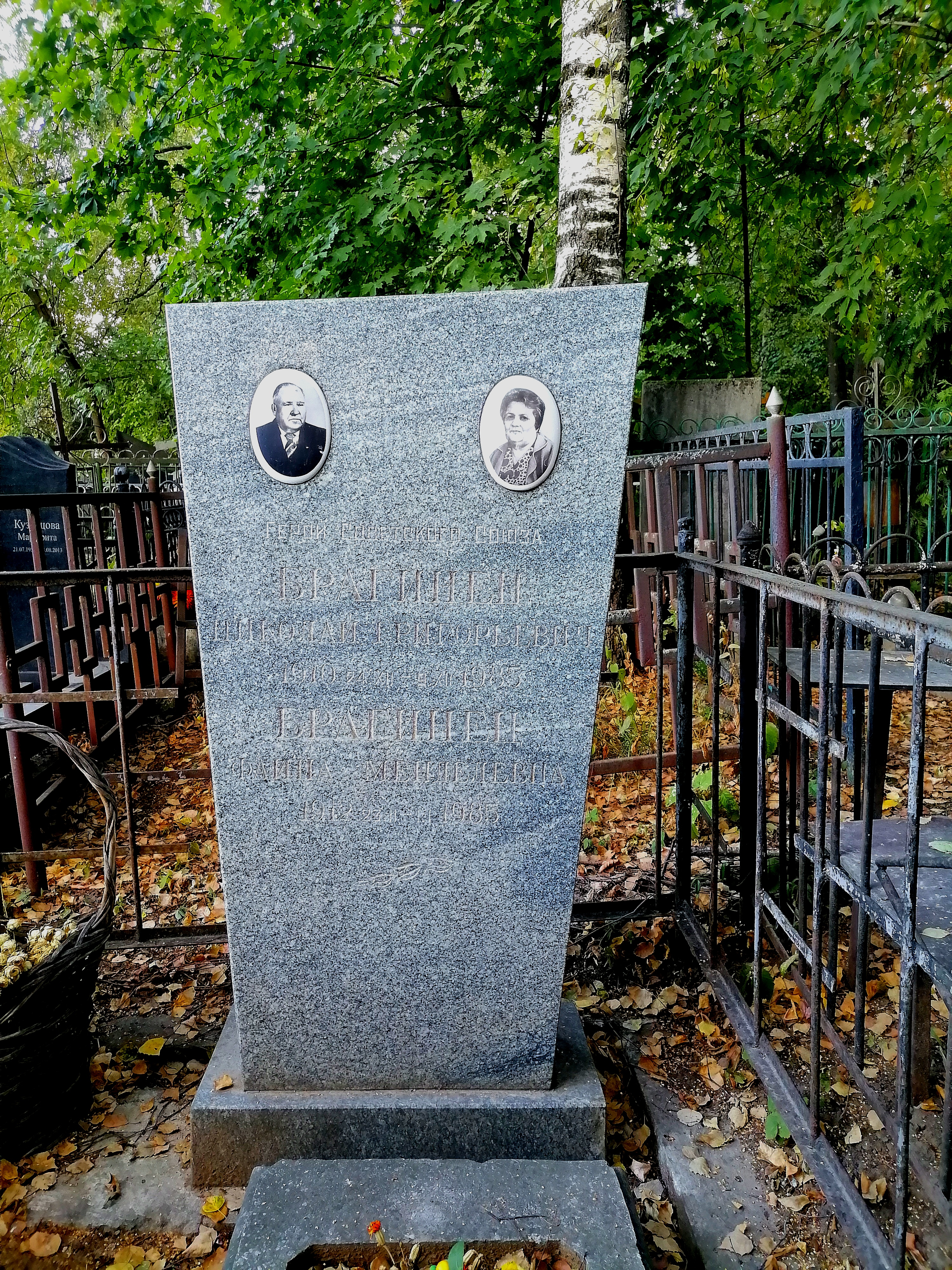
Могила на Кунцевском кладбище

Умер 6 декабря 1985 года, похоронен на Кунцевском кладбище (1 уч.).
Был также награждён орденом Красного Знамени, двумя орденами Отечественной войны 1-й степени и одним — 2-й степени, орденом Красной Звезды, а также рядом медалей.